# 小行星2938
小行星2938（2938 Hopi）是一颗围绕太阳公转的小行星。1980年6月14日，愛德華·鮑威爾在可可尼诺县发现了此天体。
該小行星以美洲原住民霍皮人命名。
这颗小行星的绝对星等为263.1487120827507等。